# 克藍花花介
克藍花花介（学名：Callistocythere cranekeyensis）为細花介科花花介屬下的一个种。